# Matrixsatz
Als Matrixsatz (auch: Trägersatz) bezeichnet man in der Grammatik  einen Teilsatz, der einem anderen Teilsatz syntaktisch übergeordnet ist, unabhängig davon, ob er als übergeordneter Satz selbst ein Hauptsatz oder ein Nebensatz ist. Der Matrixsatz ist ein Satz, der einen anderen Satz als echten Teil enthält, also so, dass der eingebettete Satz ein Satzglied des Matrixsatzes darstellt, oder ein Attributsatz zu einem Satzglied ist.
In der Formulierung der Dudengrammatik dient der Begriff Matrixsatz dazu, ein mögliches Missverständnis zu vermeiden, wonach die traditionelle Bezeichnung Nebensatz als ein Satz verstanden werden könnte, der neben dem Hauptsatz steht; viele Nebensätze stehen jedoch in Wirklichkeit innerhalb des Hauptsatzes, d. h., der Hauptsatz ist ihre „Matrix“ (Dies gilt jedoch nicht für alle Nebensätze, siehe hierzu Nebensatz#Gliedsätze und weiterführende Nebensätze).
Beispiel
„Ob er gehört hat, dass sie ihn liebt, weiß ich nicht.“
Hier hat der Hauptsatz als Matrixsatz die Form: Das (= Nebensatz) weiß ich nicht. In diese Matrix eingebettet ist der gesamte Nebensatz mit ob …. Dessen Teil ob er [es] gehört hat ist seinerseits Matrix zu dem tiefer eingebetteten Nebensatz dass sie ihn liebt, der an der Stelle der Matrix erscheint, die zuletzt mit [es] bezeichnet wurde.